# Municipio de Bearville
El municipio de Bearville (en inglés: Bearville Township) es un municipio ubicado en el condado de Itasca en el estado estadounidense de Minnesota. En el año 2010 tenía una población de 205 habitantes y una densidad poblacional de 1,08 personas por km².

## Geografía
El municipio de Bearville se encuentra ubicado en las coordenadas 47°43′21″N 93°9′2″O / 47.72250, -93.15056. Según la Oficina del Censo de los Estados Unidos, el municipio tiene una superficie total de 189.15 km², de la cual 186,16 km² corresponden a tierra firme y (1,58 %) 2,99 km² es agua.

## Demografía
Según el censo de 2010, había 205 personas residiendo en el municipio de Bearville. La densidad de población era de 1,08 hab./km². De los 205 habitantes, el municipio de Bearville estaba compuesto por el 94,15 % blancos, el 1,95 % eran afroamericanos, el 0,98 % eran amerindios y el 2,93 % eran de una mezcla de razas. Del total de la población el 0,98 % eran hispanos o latinos de cualquier raza.